# Kristus och de skriftlärde
Kristus och de skriftlärde är en oljemålning av den tyske renässanskonstnären Albrecht Dürer. Den målades 1506 och ingår i samlingarna på Museo Thyssen-Bornemisza i Madrid. 
Målningen skildrar en episod ur Lukasevangeliet (kapitel 2:41–52) där det berättas hur den tolvårige Jesus var försvunnen från sina föräldrar i tre dagar. Till slut fann Jungfru Maria och Josef honom i Jerusalems tempel "där han satt mitt bland lärarna och lyssnade och ställde frågor".
Dürer, som var från Nürnberg, målade tavlan i Venedig under sin andra italienska resa 1505–1507. Han influerades av såväl tysk tradition (Stefan Lochner) som samtida venetianskt måleri (särskilt Andrea Mantegna, Giovanni Bellini och Leonardo da Vinci). Han har daterat och med sitt monogram signerat tavlan på den papperslapp som är instucken i en bok som en av de skriftlärda håller i vänster förgrund. På lappen finns också en inskription som på latin anger att tavlan färdigställdes på fem dagar: "Opus Quinque Dierum". Den målades vid ungefär samma tidpunkt som Rosenkransfesten, vars liknande inskription anger att den utfördes på fem månader. 
Jungfruns liv, Dürers serie av träsnitt, innehåller också en bild med motivet Kristus och de skriftlärde. 

## Bildgalleri

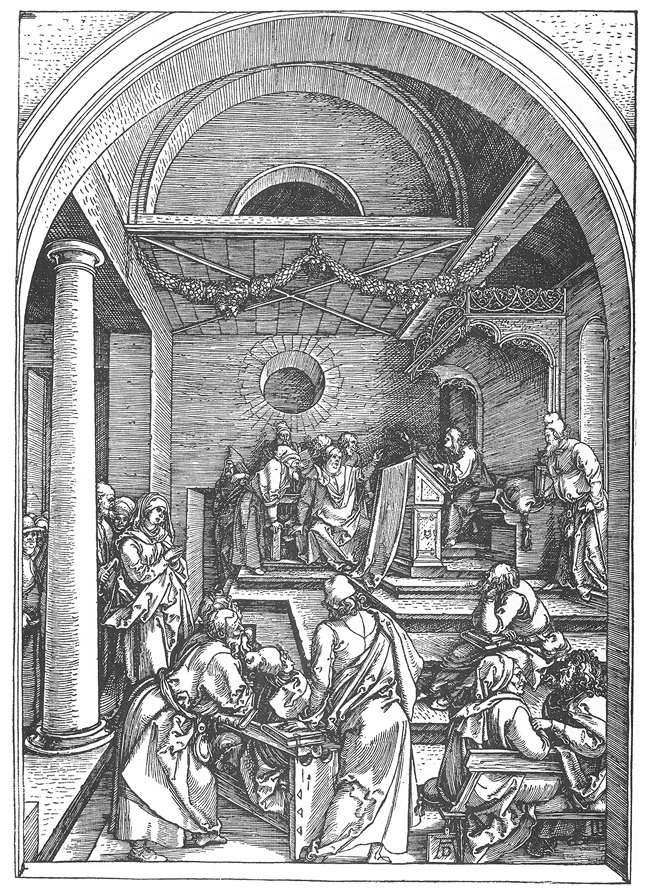
Kristus och de skriftlärde är en i Dürers serie Jungfruns liv. Träsnitt från 1503.
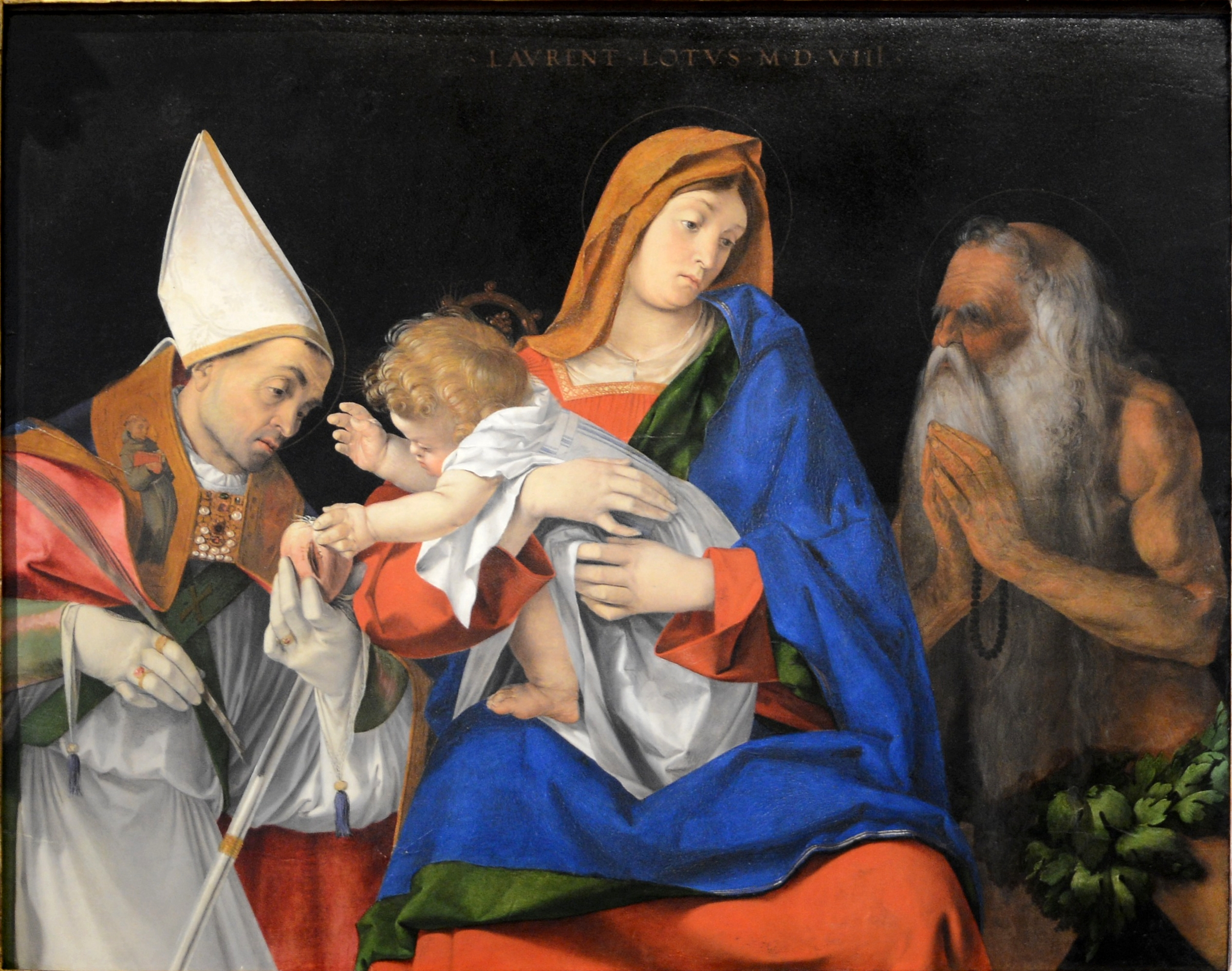
Madonnan med barnet mellan helige Flavianus och Onufrius av Lorenzo Lotto (1508). Likheterna mellan en av Dürers skriftlärda och den helige Onufrius tyder på att Lotto sett Dürers målning.